# 牛津 (愛荷華州)
牛津（英語：Oxford）是一個位於美國愛荷華州約翰遜縣的城市。

## 地理
牛津的座標為41°43′22″N 91°47′23″W / 41.72278°N 91.78972°W，而該地的平均海拔高度為229米（即751英尺）。

## 人口
根據2010年美國人口普查的數據，牛津的面積為2.36平方千米，當中陸地面積為2.36平方千米，而水域面積為0.00平方千米。當地共有人口807人，而人口密度為每平方千米341人。